# Monofisismo
Il monofisismo (dal greco monos, «unico», e physis, «natura») è una dottrina cristologica secondo la quale la natura umana di Gesù era assorbita da quella divina e dunque in lui era presente solo la natura divina. È stata elaborata nel V secolo dall'archimandrita greco Eutiche.
Il monofisismo fu dichiarato falso e quindi eretico, affermando nello stesso tempo il diofisismo come unica tesi vera della cristologia ortodossa e fondata nella Bibbia. In modo coerente, è considerato falso il titolo di christotókos (madre di Cristo) attribuito a Maria, che la Chiesa riconosce invece come theotókos (madre di Dio): l'appellativo di christotókos le veniva rivolto dai nestoriani, che in un certo senso rappresentano l'opposto dei monofisiti, in quanto nella loro dottrina le due nature, umana e divina, di Gesù Cristo sono totalmente distinte, del tutto separate, e non possono coesistere contemporaneamente.

## Origini del monofisismo

### La dottrina teologica di Eutiche e il "Ladrocinio" di Efeso
La teoria monofisita venne sviluppata da Eutiche (378 - 454), archimandrìta di un monastero a Costantinopoli. Nel 448 Eutiche scese in campo nella disputa teologica con Nestorio, che affermava la presenza di due persone distinte (l'una divina e l'altra umana) in Cristo. Eutiche, invece, affermò che prima dell'incarnazione c'erano due nature, ma dopo una sola, derivata dall'unione delle due nature stesse. Era solito riassumere il concetto, affermando che la Divinità aveva accolto l'Umanità, come il mare accoglie una goccia d'acqua. Alcuni autori, però, trovano già venature interpretabili in senso monofisita, in testi attribuiti a Cirillo di Alessandria (376-444), vescovo e padre della Chiesa, in quanto si avvicinava alla dottrina soteriologica della "divinizzazione" dei redenti; altri, invece, considerano Apollinare di Laodicea quale iniziatore di tale visione cristologica, in quanto l'etimologia monosphysis rimanderebbe a "l'unica natura" dell'apollinarismo.
La chiave di volta per la diffusione del monofisismo fu il Secondo concilio di Efeso del 449, presieduto da Flaviano di Costantinopoli, in cui l'insegnamento di Eutiche fu dichiarato ortodosso. Durante il concilio, Dioscoro di Alessandria operò in modo che fossero destituiti i più importanti teologi antiocheni, con l'accusa di nestorianesimo, e perfino Flaviano venne aggredito da sostenitori di Eutiche che ne causarono la morte. Il concilio si concluse con l'assoluzione di Eutiche e la scomunica di Flaviano e di papa Leone I (440-461). In preparazione del concilio, papa Leone aveva inviato due rappresentanti, latori di una lunga lettera, nota come Tomus ad Flavianum, in cui sottolineava la propria posizione contraria al monofisismo. Di fronte all'insuccesso, egli dichiarò nullo il concilio, definendolo un latrocinium, ma l'imperatore Teodosio II (408-450) lo ritenne valido.

### Concilio di Calcedonia
Le cose cambiarono con la morte di Teodosio II, quando il trono passò al cognato di lui Marciano, che aveva sposato la sorella del defunto, Pulcheria. L'imperatrice rifiutò le conclusioni del Secondo Concilio di Efeso (449), per quel che riguarda il loro sostegno alle tesi di Eutiche (mentre confermava la confutazione delle tesi di Nestorio). L'anno seguente (450) papa Leone I inviò una nuova missione, capeggiata questa volta dal vescovo Abbondio di Como: egli ottenne che il successore di Flaviano, Anatolio (patriarca di Costantinopoli dal 449 al 458), sottoscrivesse, finalmente, la famosa Tomus ad Flavianum, inviata già due anni prima al suo predecessore. Nel 451 fu convocato il concilio di Calcedonia, che si concluse con la condanna del monofisismo; Dioscoro ed Eutiche furono esiliati, Flaviano di Costantinopoli fu proclamato martire della fede; infine la scomunica a papa Leone I fu dichiarata nulla. Il concilio dichiarò che Cristo «è in due nature che esistono senza confusione, senza mutamenti, senza divisione né separazione».

## Sviluppi del monofisismo

### Le chiese "precalcedoniane"
Il rifiuto delle chiese di Siria e d'Egitto di accettare le dichiarazioni dogmatiche di Calcedonia le renderà partecipi di un tormentato e particolare sviluppo storico che le porterà ad essere chiamate "Chiese precalcedonesi", teologicamente in comunione con le altre chiese cristiane per quanto riguarda i canoni dei primi tre concili ecumenici, ma non con quelli di Calcedonia:
(tratto da Cenni storici sulla Chiesa Copta Ortodossa di Alessandria a cura di A. Balbis)

### L'Egitto e la Siria dopo Calcedonia

#### L'Egitto

##### Pietro Mongo e il compromesso dell'Henotikon
Deposto Dioscoro, Marciano impose come nuovo patriarca d'Alessandria Proterio, fedele seguace dell'ortodossia calcedoniana. Gli egiziani, fedeli all'insegnamento di Cirillo prima e di Dioscoro poi, mal sopportarono la nuova dottrina impartita da Bisanzio (dalla quale desideravano diventare indipendenti), facendo pertanto deporre e assassinare il patriarca Proterio nel 457. Al suo posto fu eletto Timoteo Eluro (457), il cui patriarcato fu scosso dai tentativi dell'autorità imperiale di porre sul seggio alessandrino esponenti calcedoniani. Anche il suo successore Pietro III detto "Mongo" (477/478-490) abbracciò le loro tesi. Davanti agli sterili conati dell'autorità imperiale di far rispettare l'ortodossia religiosa, e con essa l'ordine pubblico per ristabilire l'unità interna, l'imperatore Zenone e il Patriarca di Costantinopoli Acacio elaborarono una nuova formula di fede, chiamata Henotikon (482), con cui condannavano sia gli scritti di Cirillo e di Nestorio, sia la dichiarazione di fede di Calcedonia. La reazione di papa Felice III fu immediata: Roma scomunicò Zenone e Acacio (483) i quali, per contro risposta, eliminarono il nome del papa dai sacri dittici, dando così inizio al pluri trentennale "Scisma acaciano".

##### Il VI secolo e l'Islam

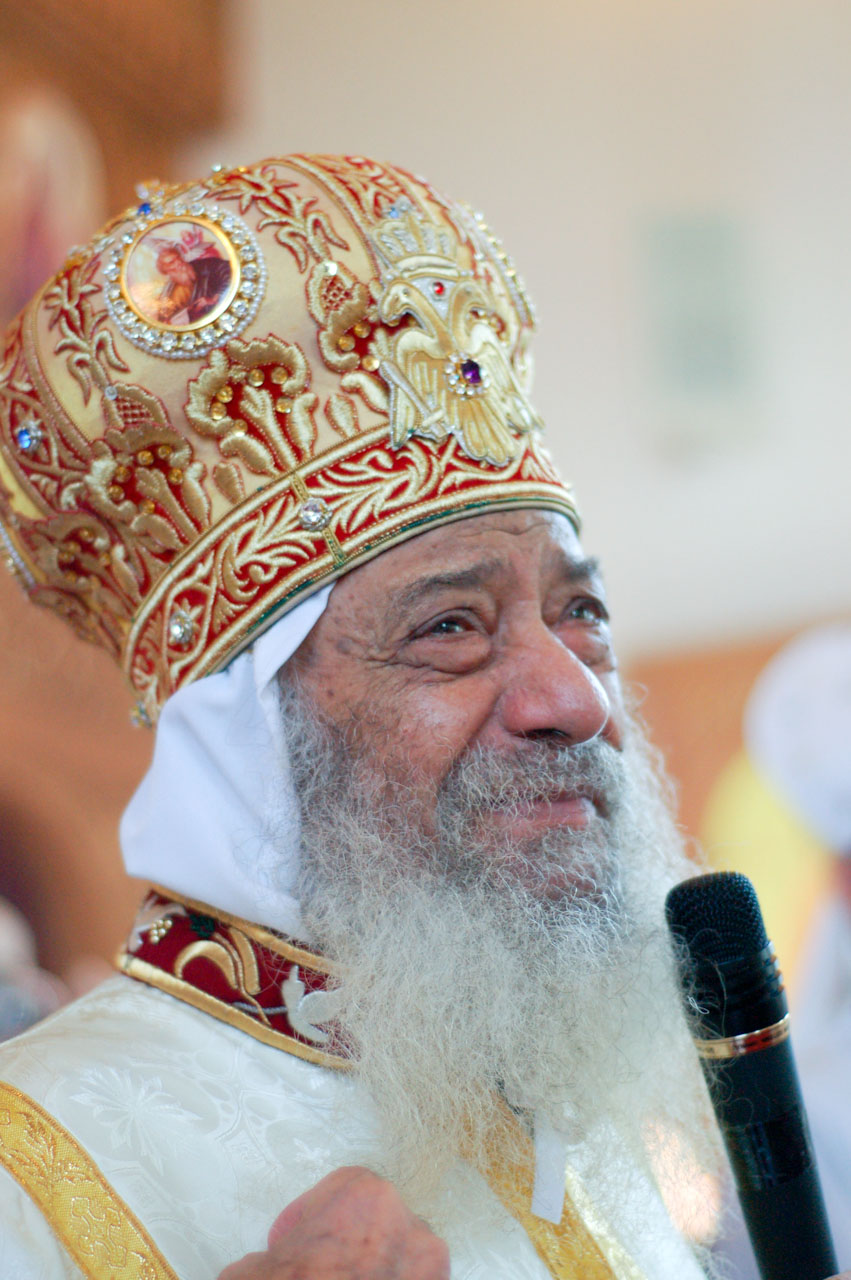
Il patriarca d'Alessandria Shenouda III (1971-2012), figura fondamentale per la comunità dei cristiani copti d'Egitto.

Nonostante Pietro Mongo si fosse dimostrato soddisfatto del compromesso teologico, sia i monofisiti più intransigenti che i calcedoniani si rifiutarono di sottoscrivere il documento imperiale, determinando un ulteriore stato conflittuale tra le parti. Fatto sta che, comunque, la maggior parte degli egiziani rimase fedele al monofisismo, nonostante le pressioni da parte di imperatori del calibro di Giustiniano (527-565), il quale tentò di ricomporre lo scisma interno anatemizzando tre "capitoli" calcedoniani (Teodoro di Mopsuestia, Teodoreto di Ciro e Iba di Edessa), elementi di impedimento per una totale riconciliazione. Un ultimo tentativo di pacificazione fu compiuto dall'imperatore Eraclio e dal patriarca costantinopolitano Sergio, elaborando la dottrina del monotelismo, ma anche in questo caso non si riuscì a giungere ad un risultato concreto. Quando poi gli arabi conquistarono Alessandria nel 642, gli abitanti della valle del Nilo si ritrovarono liberi di professare la loro fede monofisita senza le pressioni dell'autorità imperiale calcedoniana. Nonostante ciò, la fede cristiana in Egitto cominciò a dissolversi, allorché i nuovi dominatori, vuoi con la dhimma vuoi con l'allettante prospettiva, a chi si fosse convertito all'Islam, di far parte degli alti ranghi politici e militari, spinsero buon parte della popolazione alla conversione alla nuova fede. Una minoranza, tuttavia, continuò a professarsi cristiana mantenendo un piccolo, ma vitale, gruppo di cristiani miafisiti, facenti parte della Chiesa copto-ortodossa che sussiste tuttora e si riunisce intorno al Patriarca d'Alessandria, che attualmente è Teodoro II. Figura di spicco della Chiesa copto-ortodossa è stato Shenouda III, sotto il cui pontificato la comunità copta si è estesa in vari paesi del mondo e si sono accentuati i primi, notevoli passi per una ripresa del dialogo con le altre Chiese cristiane.

#### Siria
Il monofisismo, in Siria, ebbe come massimo esponente Severo di Antiochia, divenuto patriarca intorno al 512, per poi venire deposto nel 518 da un sinodo convocato dall'imperatore bizantino Giustino I, fervente credente calcedoniano. Giovanni Bar Qursos, vescovo di Tella, tuttavia, si mise a ordinare quanti più preti monofisiti possibile su un vasto territorio, corrispondente agli odierni Siria, Anatolia, Libano, Mesopotamia e Armenia. Simile azione fu compiuta da Giacomo Baradeo, nominato vescovo di Edessa nel 542 con la protezione dell'imperatrice Teodora, moglie di Giustiniano. Baradeo fu il vero fondatore della Chiesa siriaca occidentale, chiamata poi in suo onore "Giacobita". La Chiesa siriaca, come quella egiziana, trovò giovamento dalla tolleranza araba e poté svilupparsi sotto i musulmani almeno fino al XII secolo.

A tal proposito Michele il Siro disse degli Arabi e dei Bizantini:
(Michele il Siro, II, 3.)
Tuttavia l'invasione dei turchi con Tamerlano nel 1380 e le continue lotte interne portarono a un rapido declino della Chiesa, che fu solo parzialmente compensato dall'unione con essa di quella parte dei cristiani di san Tommaso che, guidata dall'arcidiacono Thomas Parampil, si ribellò contro la politica religiosa dei portoghesi in India e poi adottò la teologia e il rito liturgico di Antiochia, pur appartenendo alla Chiesa d'Oriente e praticando il rito caldeo.
Durante la prima guerra mondiale la chiesa siriaca fu duramente colpita dalle persecuzioni dei Giovani Turchi, che sfociarono nel genocidio assiro.

## La Chiesa Etiopica Tewahedo
La Chiesa etiopica, di fede miafisita, ebbe uno sviluppo completamente alternativo, rispetto alle chiese "precalcedoniane". Infatti, benché il cristianesimo si fosse già diffuso in Etiopia a partire dal IV secolo, la chiesa locale rimase completamente estranea alle diatribe sorte negli anni quaranta del V secolo. Mantenendo inoltre forti legami con l'Egitto, essa assorbì la spiritualità egiziana di fede miafisita. A causa dell'isolamento dovuta alla sua posizione geografica, accerchiata com'era da nazioni di fede islamica, non fu toccata dagli altri eventi storici della storia del cristianesimo. La Chiesa Etiopica Tewahedo ("Unitaria", in riferimento alla dottrina di Cirillo di Alessandria, per cui in Cristo è presente una sola natura, quella del "Verbo Incarnato", che unisce Divinità e Umanità in un'unica natura) è autocefala dal 1959, quando l'imperatore Hailé Selassié la proclamò tale, distaccandola dalla Chiesa Copta e stabilendone il patriarcato ad Addis Abeba. 
La Chiesa Etiopica Tewahedo riconosce i concili ecumenici di Nicea I, Costantinopoli I ed Efeso I, in aggiunta al Concilio di Addis Abeba del 1965, tenutosi con la partecipazione delle Chiese ortodosse orientali, che proclamarono l'imperatore Haile Selassie I "Difensore della Fede Ortodossa".

## Monofisismo nellaDivina Commedia
Dante nel VI canto del Paradiso attribuisce erroneamente a Giustiniano una credenza monofisita (felix culpa poi corretta da papa Agapito I, che l'avrebbe riportato alla vera fede)
(Dante, Paradiso, VI 14-15)
In realtà sembra che l'eresia di Eutiche fosse attribuibile alla moglie Teodora, piuttosto che all'imperatore d'oriente. Fu lei, infatti, a far sì che fosse deposto papa Silverio (535-536) e al suo posto fosse elevato Vigilio (536-555), accondiscendente verso le richieste teologiche dell'imperatrice.